# Juan Zelada
Juan Zelada Álvarez de Mon, más conocido como Juan Zelada (Madrid, 26 de abril de 1981), es un cantante, compositor y músico español.

## Biografía
Criado en un entorno de músicos en el que las reuniones familiares consistían en Jam Sessions, no es de extrañar que Juan Zelada desarrollara su talento.
En 2006 completa sus estudios musicales becado en el Liverpool Institute for Performing Artists, donde recibe de manos de Paul McCartney el reconocimiento a la mejor composición de su promoción; “Smashing CD” le dijo entonces el ex-Beatle.
Se muda a Londres y monta la banda con la que girara los siguientes años, además de tocar, incombustible, en cafés, Pubs, hoteles e incluso cruceros. Termina ganándose una reputación en el circuito de directos que culmina con su teloneo a Amy Winehouse en Back to Black Tour.
En 2012 lanza su sencillo Breakfast in Spitafields que se convierte inmediatamente en un éxito nacional, siendo la canción más radiada de la BBC2 de ese año, solo por detrás de Adele.
Continúa tocando con bandas como The Noisettes, Gavin Degraw, Ben Howard o Michael Kiwanuka; además de dos tours propios y más de treinta festivales por todo Reino Unido.
Llama la atención de Decca Records, con los que edita su primer álbum High Ceilings & Collar Bones que continúa recibiendo el halago de los medios; la BBC London News lo lista como uno de los artistas a seguir del 2012. El segundo sencillo The Blues Remain se convierte en Sencillo de la Semana de iTunes y se incluye de nuevo en la Playlist A de BBC2.
Al año siguiente edita, previa campaña de micromecenazgo, su EP Follow The River y expande fronteras más allá del territorio británico, recibiendo el European Border Breakers Award en el Eurosonic Fest en Holanda; además es invitado por Jools Holland para participar en su show.
Comienza el año 2014 viajando por Sudamérica con una mochila y su guitarra, dando forma a los temas en su siguiente disco. Bajo el epígrafe “Away with music” da vida al blog y cuenta su viaje a través de textos, vídeos, maquetas de canciones, fotografía. Allí -en su blog- muestra el proceso creativo previo a la publicación de su nuevo disco.
De vuelta de su periplo americano se mete en el estudio con el productor español Carlos Jean, dando como resultado meses después Back On Track, su primer disco para el sello MUWOM editado a principios de 2015. En él, Juan conjuga su consabida identidad soulera con nuevas influencias y la impronta Big Beat y electrónica del reconocido productor.
Este disco cuenta con las colaboraciones de artistas nacionales de la talla de Bebe e internacionales como la banda argentina Fémina. El primer sencillo extraído del álbum Dreaming Away se ha incluido en la campaña de publicidad televisiva nacional de Nationale Nederlanden.
Con la gira de presentación de Back On Track recorre toda la geografía española y visita varias ciudades de Gran Bretaña, participando en numerosos festivales y compartiendo escenario con artistas de la talla de Eli "Paperboy" Reed o Delorentos.
Gracias a sus aclamados directos, la prensa española le postula como uno de los máximos exponentes del Nu-Soul patrio. Ha participado en programas de televisión como los Conciertos de Radio 3, Alaska y Segura, Mentes Brillantes, entre otros.
Juan Zelada es conocido también por formar parte del proyecto The Sound of Emotions, un proyecto tecnológico, musical y social que nació en el marco de Audi Innovative Thinking, programa internacional que busca fomentar la creatividad como motor impulsor de nuestra sociedad y Carlos Jean. Como resultado, la primera canción creada con las emociones de la gente, You & I.
También colaboró con la artista Bebe en el nuevo proyecto de Renfe, Tu historia, tu canción una apuesta por la música. Un proyecto que tuvo como resultado la primera canción compuesta con las historias y experiencias vividas por los viajeros de tren.
En febrero de 2017 Zelada lanza Be Somebody, su último trabajo de estudio. En este nuevo LP, Zelada destila composiciones clásicas de soul, blues y funk, combinando diferentes estilos, con la influencia de los grupos de siempre. En él participan artistas como Nina (Morgan), Brotha CJ y ELE.

## Discografía

### Álbumes
- 2012: High Ceilings & Collarbones [Decca Records]
- 2015: Back on Track [MUWOM]
- 2017: Be Somebody [MUWOM]

### EP
- 2010: The Story of Stuff
- 2013: Follow the River

### Sencillos
- 2011: Breakfast in Spitalfields[11] (High Ceilings & Collarbones)
- 2011: The Blues Remain (High Ceilings & Collarbones)
- 2012: What Do I Know (High Ceilings & Collarbones)
- 2015: Dreaming Away (Back on track)
- 2017: Change (Be Somebody)
- 2018: Te echo de menos

## Colaboraciones
- 2015: Next Station (Juan Zelada feat. Macadamia)
- 2016: You & I (Carlos Jean feat. Juan Zelada)
- 2016: A carcajadas (Bebe & Zelada)